# Arzew
Arzew (arabisch أرزيو) ist eine Stadt im Nordwesten Algeriens. Sie ist nicht zu verwechseln mit Béthioua, dem ehemaligen Vieil Arzew, in derselben Bucht.

## Geografie
Der Ort liegt am westlichen Ende der Bucht von Arzew, in der Provinz Oran, etwa 30 km nordöstlich der Stadt Oran. Die Gemeinde hat eine Fläche von 71 km² und es leben 70.951 Menschen in ihr (2008).

## Geschichte
Die Städte Arzew, Ain el Bia und Béthioua entstand auf den Ruinen der antiken römischen Stadt Portus Magnus.
Im Zweiten Weltkrieg landeten bei der britisch-amerikanischen Invasion Französisch-Nordafrikas im November 1942 (Operation Torch) amerikanische Truppen, die Oran einnahmen, an „Beach Z“, dem Küstenstreifen zwischen Arzew und Béthioua (damals Saint-Leu).